# Ferndale, Australien
Ferndale är en del av en befolkad plats i Australien. Den ligger i kommunen Canning och delstaten Western Australia, omkring 11 kilometer sydost om delstatshuvudstaden Perth. Antalet invånare är 4 259.
Runt Ferndale är det tätbefolkat, med 790 invånare per kvadratkilometer.. Närmaste större samhälle är Perth, omkring 11 kilometer nordväst om Ferndale. 
Runt Ferndale är det i huvudsak tätbebyggt. Genomsnittlig årsnederbörd är 1 018 millimeter. Den regnigaste månaden är maj, med i genomsnitt 176 mm nederbörd, och den torraste är februari, med 9 mm nederbörd.